# BURN-E
BURN-E es un cortometraje de animación producido por Pixar Animation Studios, estrenado en 2008 y dirigido por Angus MacLane. Este corto se presenta como material adicional en las ediciones en DVD y Blu-Ray de la película WALL·E. La narrativa de BURN-E tiene lugar en el contexto de la nave Axiom, centrándose en un robot de reparación llamado BURN-E (acrónimo de Basic Utility Repair Nano Engineer), quien se enfrenta a la tarea de soldar un componente dañado en el exterior de la nave y, accidentalmente, queda atrapado fuera.
La trama se desarrolla simultáneamente con los eventos de WALL·E, lo que establece una conexión narrativa similar a la que se observa en Jack-Jack Attack, un corto relacionado con la película Los Increíbles. BURN-E, a lo largo de su breve duración de aproximadamente ocho minutos, explora temas de perseverancia y la lucha del protagonista por regresar al interior de la nave mientras enfrenta diversos contratiempos.
El cortometraje destaca por su humor y su estilo visual característico de Pixar, consolidándose como un complemento entretenido y significativo dentro del universo creado por WALL·E.

## Argumento
Mientras WALL·E se aferra a la nave que transporta a EVA de regreso al Axioma, como se muestra en la película original, pasa su mano por los anillos de Saturno. Una partícula de roca alcanza suficiente velocidad para convertirse en un meteorito, que colisiona con una lámpara en el exterior del Axioma, destruyéndola. Al observar este incidente, AUTO activa la unidad de suministro SUPPLY-R (Spare Ultra Pandron PLottic Yorth - Ranger) y envía al robot de soldadura BURN-E (Basic Utility Repair Nano - Engineer) para reparar el daño. BURN-E apaga la fuente de alimentación de la lámpara rota y recibe una nueva de SUPPLY-R; sin embargo, distraído por la llegada y el saludo de WALL·E, deja que la nueva lámpara flote hacia el espacio.SUPPLY-R proporciona a BURN-E otra lámpara con reticencia, y BURN-E comienza a instalarla justo cuando WALL·E se lanza lejos de la nave en una cápsula de escape configurada para autodestruirse. La explosión resultante sorprende a BURN-E, quien accidentalmente corta la base de la lámpara con su soplete, destruyéndola. Frustrado por esta segunda falla, SUPPLY-R deja caer su última lámpara frente a BURN-E, quien logra instalarla con éxito. Una vez completada la reparación, WALL·E y EVA regresan al Axioma tras su danza en el espacio, mientras la escotilla se cierra detrás de ellos, dejando a BURN-E afuera.
Más tarde, una esclusa de aire se abre para expulsar basura y casi arroja a WALL·E y EVA también. BURN-E corre hacia la esclusa, pero se cierra antes de que pueda alcanzarla. Mientras juega con su soplete, se da cuenta de que puede usarlo para atravesar la escotilla y regresar al Axioma.
Una vez dentro, se prepara para restaurar la energía a la lámpara reparada; sin embargo, una pelea entre el Capitán McCrea y AUTO provoca que la nave se eleve, haciendo que BURN-E se deslice por el agujero que cortó. Al agarrar la lámpara para evitar ser expulsado al espacio, McCrea apaga a AUTO y endereza manualmente la nave para regresar a la Tierra mediante un hipersalto activado por una planta que WALL·E encontró. La velocidad del viaje empuja a BURN-E contra el casco hasta que el Axioma aterriza en un planeta desierto.
Al ver a SUPPLY-R a través de la ventana de una cápsula de escape, BURN-E lanza accidentalmente la cápsula. Al abrir la puerta, enciende la luz de la lámpara y comienza a celebrar, solo para que la puerta aplaste la lámpara. Frustrado, BURN-E se desploma entre los humanos y robots recién llegados.
En una escena poscréditos, SUPPLY-R consuela a BURN-E dándole palmaditas en la cabeza y diciendo "Ya, ya" en un tono monótono y aburrido.

## Reparto
- Angus MacLane como BURN-E.
- Tessa Swigart como SUPPLY-R.
- Ben Burtt como WALL•E (no acreditado).
- Elissa Knight como EVA (no acreditada).
- Jeff Garlin como el Capitán B. McCrea (no acreditado).
- MacInTalk como AUTO (no acreditado).